# Национальный проект «Международная кооперация и экспорт»
Национальный проект «Международная кооперация и экспорт» — один из национальных проектов в России на период с 2019 по 2024 годы. Руководитель проекта – министр промышленности и торговли РФ Денис Мантуров. Куратором проекта в феврале 2020 года был назначен первый вице-премьер Андрей Белоусов.

## Описание
Национальный проект «Международная кооперация и экспорт» ставит цели:
- формирование в обрабатывающей промышленности, сельском хозяйстве, сфере услуг глобальных конкурентоспособных не сырьевых секторов, общая доля экспорта товаров (работ, услуг) которых составит не менее 20 процентов валового внутреннего продукта (ВВП) страны;
- достижение объёма экспорта (в стоимостном выражении) не сырьевых не энергетических товаров в размере 250 млрд долларов США в год, в том числе продукции машиностроения — 50 млрд долларов США в год и продукции агропромышленного комплекса — 45 млрд долларов США в год, а также объёма экспорта оказываемых услуг в размере 100 млрд долларов США в год;
- формирование эффективной системы разделения труда и производственной кооперации в рамках Евразийского экономического союза в целях увеличения объёма торговли между государствами — членами Союза не менее чем в полтора раза и обеспечения роста объёма накопленных взаимных инвестиций в полтора раза;

Для этого предстоит решение следующих задач:
- ориентация промышленной, аграрной и торговой политики, включая применяемые механизмы государственной поддержки, на достижение международной конкурентоспособности российских товаров (работ, услуг) в целях обеспечения их присутствия на внешних рынках;
- сокращение административных процедур и барьеров в сфере международной торговли, включая отмену избыточных требований при лицензировании экспорта и осуществлении валютного контроля, организация (к 2021 году) взаимодействия субъектов международной торговли с контролирующими органами по принципу «одного окна»;
- завершение создания гибкой линейки финансовых инструментов поддержки экспорта (к 2021 году), включая расширенное предэкспортное, экспортное и акционерное финансирование, лизинг и долгосрочные меры поддержки;
- устранение логистических ограничений при экспорте товаров с использованием железнодорожного, автомобильного и морского транспорта, а также строительство (модернизация) пунктов пропуска через государственную границу Российской Федерации;
- создание единой системы институтов продвижения экспорта, предусматривающей модернизацию торговых представительств Российской Федерации за рубежом;
- завершение формирования в рамках Евразийского экономического союза общих рынков товаров, услуг, капитала и рабочей силы, включая окончательное устранение барьеров, ограничений и отмену изъятий в экономическом сотрудничестве, при одновременном активном использовании механизмов совместной проектной деятельности.

24 сентября 2018 г. президиум Совета при президенте по стратегическому развитию и приоритетным проектам одобрил Национальный план «Международная кооперация и экспорт», предусматривающий рост объёма экспорта до $250 млрд к 2024 году.
На нацпроект предполагается выделить 956 млрд рублей, из которых 103,8 млрд рублей уже прописаны в инвестпрограммах.
На развитие промышленности в рамках нацпроекта из бюджета предполагается выделить 350 млрд рублей в течение шести лет, на агропромышленный комплекс — тоже 350 млрд рублей.
Нацпроект также предполагает строительство новых российских промышленных зон — по аналогии со строящейся в Египте промышленной зоной. Всего таких зон должно быть четыре
25 сентября был одобрен паспорт национального проекта «Международная кооперация и экспорт» на заседании президиума Совета по стратегическому развитию и национальным проектам.
Паспорт национального проекта «Международная кооперация и экспорт» состоит из пяти проектов федерального уровня: «Промышленный экспорт», «Экспорт продукции АПК», «Экспорт Услуг», «Логистика международной торговли», «Системные меры содействия международной кооперации и экспорта» и направлен на достижение следующих целей:
- увеличение объёма не сырьевого не энергетического экспорта к 2024 году до 250 млрд долл. в год, объём экспорта услуг — до 100 млрд долл. в год;
- доля экспорта товаров (работ, услуг) составит не менее 20 % ВВП страны;
- увеличение объёма торговли между государствами-членами Евразийского Союза в 1,5 раза[4].

В 2019 году в качестве меры нацпроекта включена премия «Лучший российский экспортер» (название изменено на «Экспортер года»), учрежденная в 1998 году, основным критерием отбора которой установлен несырьевой экспорт. Победители премии получают дополнительную поддержку при поставках своей продукции за рубеж, персональное сопровождение переговоров с иностранными партнерами, бонусный тариф на обслуживание экспортного контракта, а также участие в селекционных программах, бизнес-миссиях, выставках.

## Реализация
На заседании президиума Совета при Президенте Российской Федерации по стратегическому развитию и национальным проектам в ноябре 2019 года министр промышленности Денис Мантуров представил доклад о ходе реализации нацпроекта. В частности он отметил рост экспорта в диапазоне от 5 до 9% по всем секторам машиностроения, лёгкой промышленности, фармацевтике, парфюмерно-косметической и другим отраслям, а «объём экспорта услуг удалось удержать на уровне высокой базы прошлого года (с учётом того, что в прошлом году на это повлиял чемпионат мира по футболу). Для дальнейшего наращивания турпотока внедрены электронные визы для иностранцев, посещающих Калининградскую, Ленинградскую области, а также Санкт-Петербург, которые с 2021 года будут применяться во всех субъектах Российской Федерации».

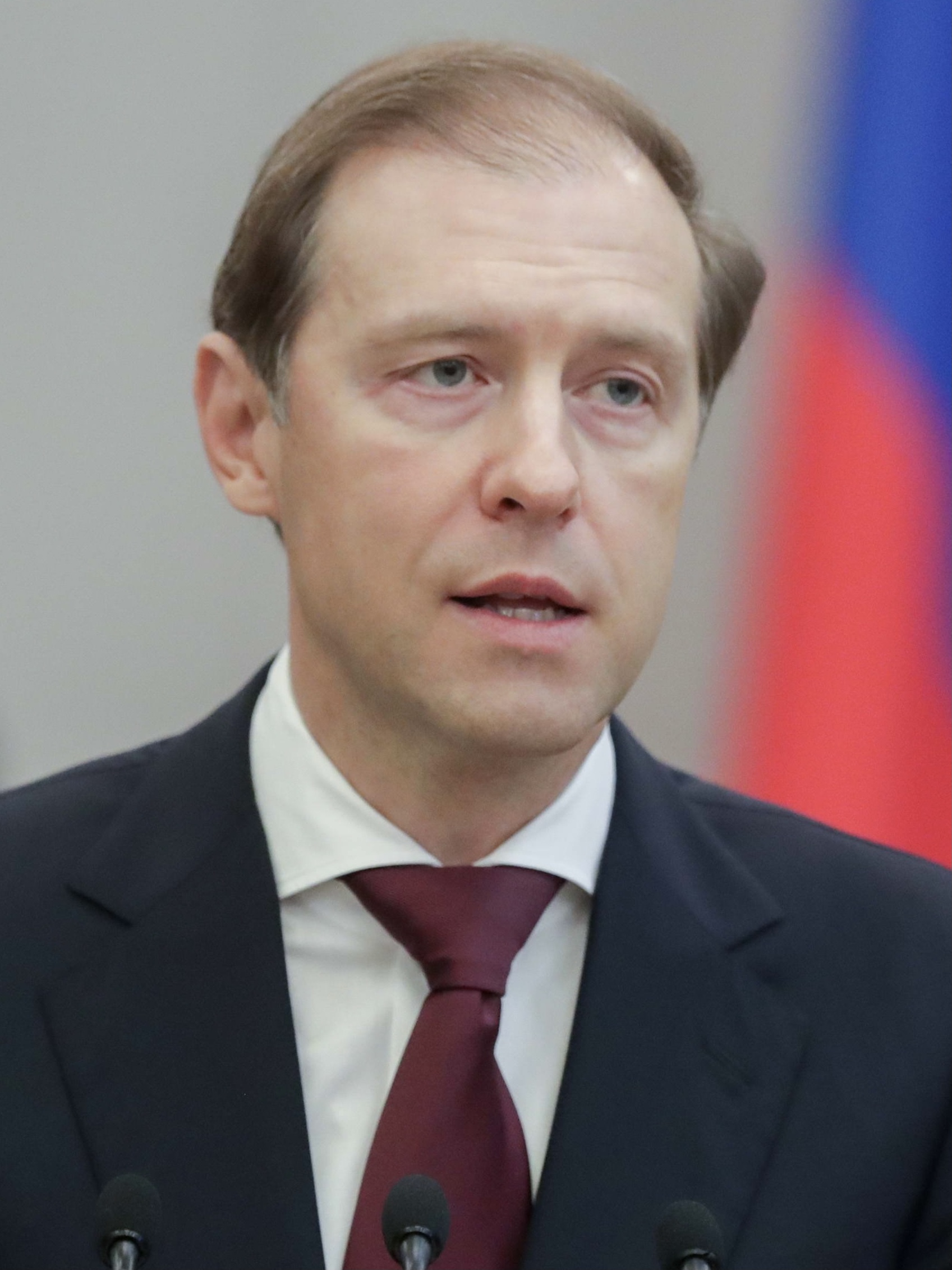
Руководитель нацпроекта «Международная кооперация и экспорт», министр промышленности и торговли РФ Д.В. Мантуров

В декабре 2020 года премьер-министр Михаил Мишустин озвучил объемы российского несырьевого неэнергетического экспорта: более 111 миллиардов долларов за девять месяцев 2020 года. При этом, планируемый рост реального экспорта несырьевых неэнергетических товаров, согласно задаче, поставленной президентом, к 2030 году должен составлять не менее 70% от показателей этого года. Для дальнейшей успешной реализации проекта, глава Кабмина утвердил повышение расходов на реализацию нацпроекта в следующем году с 74 до 96 миллиардов рублей. Глава Кабмина уделил особое внимание программе «Одного окна» для экспортеров в рамках нацпроекта, которая «обеспечит бизнесу онлайн-доступ из одной точки к, соответственно, государственным услугам, сопровождающим выход компании на внешние рынки».
За время с января по октябрь 2020 года объем экспорта продукции агропромышленного комплекса достиг 23,5 миллиардов долларов. Из них 7,6 миллиардов составил экспорт зерна, 3,8 млрд — продукции масложировой отрасли, 4,4 млрд — рыбы и морепродуктов, 3,5 млрд — продукции пищевой и перерабатывающей промышленности, 947,2 млн — мясомолочной продукции.
К концу 2020 года  были запущены сервисы «Таможенное декларирование» и «Подтверждение нулевой ставки налога на добавленную стоимость». В тестовом режиме заработала  комплексная система, предоставляющая онлайн-доступ к услугам программы «Одно окно».
С 2021 года, в дополнение к уже существующим в системе поддержки промышленного экспорта льготному кредитованию, компенсации затрат на патентование, сертификации и адаптации продукции к внешним рынкам, участие компаний в выставках, нацпроект пополнит поддержка послепродажного обслуживания, обеспечение гарантии обратного выкупа, с 2022 года запуск программы субсидирования недополученных доходов РЖД, возникающих в результате установления льготных тарифов на перевозку продукции металлургии и минеральных удобрений.
В конце марта 2021 года Минпромторг РФ поддержал инициативу губернатора Свердловской области Евгения Куйвашева о проведении в Екатеринбурге экспортного форума, направленного на реализацию национального проекта «Международная кооперация и экспорт». По заявлению министра промышленности и торговли РФ Дениса Мантурова, это мероприятие сможет выступить эффективной площадкой для взаимодействия торговых представительств и экспортно ориентированных российских компаний.
По информации замминистра сельского хозяйства Сергея Левина, в рамках федерального проекта «Экспорт продукции АПК», при изначальном планировании экспорта на рынки Азии, Африки, Ближнего Востока, экспорт российской сельхозпродукции в дружественные страны достиг 87% от общего объема. Продажи мясной продукции за рубеж выросли в 4,4 раза, масложировой — в три раза, молочной — в 1,5 раза, зерновой — на 79%, пищевой и перерабатывающей промышленности — на 55%, рыбы и морепродуктов - на 33%.